# Sémola de maíz
La sémola de maíz (en inglés: grits) es un plato de origen estadounidense hecho de harina de maíz molido y hervido. A menudo, es servido con otros alimentos, generalmente como desayuno. Se considera un símbolo gastronómico del sur estadounidense. Desde 2002, es la comida oficial del estado de Georgia. El plato se denomina polenta en Argentina y otros países de Suramérica, y su variante Chuchoca.

## Historia
El plato provenía de una receta del pueblo creek en el siglo XVI. Tradicionalmente en los bosques del sureste, los creek molían el maíz con un molino de piedra, lo que le daba al plato una textura «arenosa». Los colonos disfrutaron del alimento junto a los nativos locales, convirtiéndose en un plato básico de la región.
Probablemente fue introducido por los algonquinos en Jamestown en 1607, con el nombre de rockahominy (maíz descascarado). La palabra grits proviene del inglés antiguo grytt (salvado) o greot (tierra, molido).

## Preparación
La sémola de maíz se prepara mezclando agua o leche con harina de maíz y revolviéndolos sobre el calor. La sémola de maíz de grano entero requiere mucho más tiempo para ablandarse, en comparación con la sémola de maíz rápida.